# Marijke Lagerlöf
Pour les articles homonymes, voir Lagerlöf.
Marijke Lagerlöf née le 3 mars 1960 à Klaaswaal, est une coureuse cycliste professionnelle néerlandaise.

## Palmarès sur route

### Championnats du monde
- 1977 San Cristóba
  - 23e de la course en ligne

### Par années
- 1976
  - 2e de Hoogezand
  - 2e de Wernhout
  - 3e de Lenterace
- 1977
  - 1re et 2e étapes des journées Havro-Cauchoises
- 1979
  - 2e de Strijen
  - 3e de Omloop van het Ronostrand

## Palmarès sur piste

### Championnats du monde
- Rocourt 1975
  - 5e de la vitesse

### Championnats nationaux
- 1975
  -  Championne des Pays-Bas de vitesse
- 1976
  -  Championne des Pays-Bas de vitesse
  -  Championne des Pays-Bas de l'omnium
- 1977
  -  Championne des Pays-Bas de vitesse
- 1978
  -  Championne des Pays-Bas de vitesse